# Dion Prewster
Dion Anthony Prewster (Santa Ana, 10 gennaio 1990) è un cestista statunitense naturalizzato neozelandese.

## Carriera
Con la Nuova Zelanda ha disputato i Campionati oceaniani del 2015.